# Сонячне затемнення 21 червня 2020 року
Сонячне затемнення 21 червня 2020 року — кільцеподібне сонячне затемнення 137 саросу, яке найкраще було видно в Африці (особливо у її східній частині) й у південній і східній Азії. Максимальна фаза затемнення складала 0,9940 і спостерігалася на півночі Індії, у штаті Уттаракханд, а максимальна тривалість повної фази — лише 38 секунд (ширина «кільця» була незначною). Затемнення було повторенням через сарос кільцеподібного сонячного затемнення 10 червня 2002 року (у районі Тихого океану). Наступне затемнення цього саросу відбудеться 13 липня 2037 року (у районі Південної Америки, Атлантики й Африки).
В Україні сонячне затемнення відбулося о 6:40 за Гринвічем (о 9:40 за літнім київським часом). Пряму трансляцію можна було подивитися на YouTube.
Наступне затемнення буде 20 квітня 2023 року.

## Обставини видимості затемнення

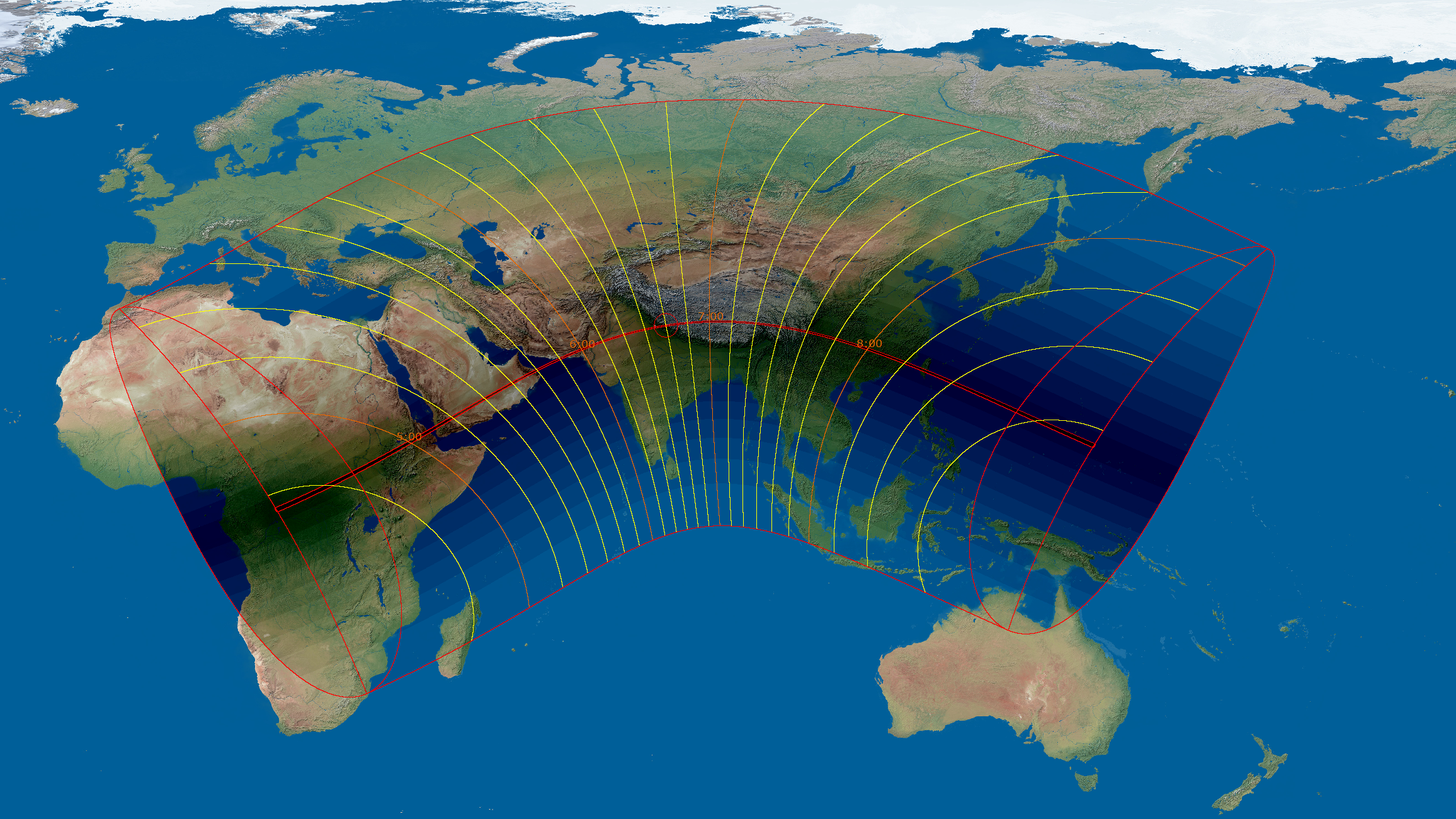
Карта затемнення

Смуга кільцеподібної фази затемнення почалася о 04:47:45 за UTC (05:47:45 за місцевим часом) в Африці на території Республіки Конго. Далі, рухаючись у північно-східному напрямку, смуга пройшла через територію Демократичної Республіки Конго, ЦАР, Південний і Північний Судан, Ефіопію, Еритрею, потім по південній частині акваторії Червоного моря, а далі вступила в Азію, де пройшла через території Ємену, Саудівської Аравії й Оману, потім по акваторії затоки Омана, а далі через Пакистан і північ Індії. У районі Індії напрямок затемнення змінився на східне. Поблизу кордону Індії та Китаю, у точці з координатами 30° 30' пн. ш. і 79° 42' сх. д., о 6 год 39 хв 59 с за UTC настала найбільша фаза затемнення. Далі смуга кільцеподібної фази пройшла через Китай і Китайську Республіку в акваторію Тихого океану, де кільцеподібна фаза завершилася 8 год 32 хв 17 с за UTC у точці з координатами приблизно 19° пн. ш. і 149° сх. д.
Затемнення (кільцеподібне чи часткове) було видно в 111 країнах і залежних територіях.
Як часткове, затемнення спостерігалося на території майже всієї Африки, на південному сході Європи, практично у всій Азії (окрім північної частини Росії), в Індонезії, на півночі Австралії, у північній частині акваторії Індійського та західної акваторії Тихого океану.
Основні населені пункти, відбулося кільцеподібне затемнення:
| Населений пункт | Час UTC  | Η     | Тривалість |
| Бінга           | 04:48:35 | 2,9°  | 1 хв 20 с  |
| Обо             | 04:50:13 | 10,0° | 1 хв 16 с  |
| Румбек          | 04:51:40 | 13,8° | 1 хв 11 с  |
| Лалібела        | 05:00:10 | 26,3° | 1 хв 9 с   |
| Байт-ель-Факіх  | 05:06:07 | 32,4° | 1 хв 5 с   |
| Курайят         | 05:39:16 | 56,4° | 0 хв 48 с  |
| Суккур          | 06:07:38 | 71,7° | 0 хв 42 с  |
| Сірса           | 06:26:12 | 80,0° | 0 хв 32 с  |
| Курукшетра      | 06:31:46 | 81,8° | 0 хв 35 с  |
| Сямень          | 08:10:48 | 35,3° | 0 хв 57 с  |
| Цзяї            | 08:14:13 | 32,2° | 1 хв       |